# Edward Niño Hernández
Edward Niño Hernández est l'homme adulte capable de marcher le plus petit du monde avec 72,1 cm de hauteur selon le Guinness,,. Hernández est né le 10 mai 1986, il vit à Bogota en Colombie.
Ses prédécesseurs étaient He Pingping, un chinois mesurant 74,61 cm pour un poids de 7 kg, mort le 13 mars 2010, Chandra Bahadur Dangi, un népalais de 54,6 cm pour un poids de 12 kg, mort le 4 septembre 2015, et Khagendra Thapa Magar mesurant 67,08 cm pour un poids légèrement supérieur à 6 kg, mort le 17 janvier 2020.